# Afrodiziac
Afrodiziac  est un groupe français de R&B composé de LS et Shuga Shug.

## Historique
Afrodiziac était à la base un quatuor composé de LS (Le Smooth), Shuga Shug, Sam Melse et Seb Swing. Il s’est resserré autour du duo de cousins Shuga et LS.
L'aventure Afrodiziac a démarré officieusement au début des années 1990, pour devenir officielle lorsque Shuga Shug et LS, devenus les membres définitifs du groupe commencent à donner des concerts.
Au milieu des années 1990, les deux cousins génèrent un buzz dans le milieu underground du R&B parisien, suscitant ainsi l'intérêt des maisons de disques qui ne tardent pas à leur faire des propositions. Ayant le désir de rester proche de l'underground, c'est avec le label La Sauce, fondé par Alex (créateur de la marque Homecore), Lone (ancien membre du groupe AS) et Faridj, qu'ils décident de signer leur premier contrat. Ils commencent à travailler avec Lone avec lequel ils produiront "Trouve-Moi Un Job" ainsi que d'autres morceaux inédits.
Les propositions des labels et maisons de disques continuant d'affluer, le groupe décide de rejoindre Delabel chez qui ils sortiront leur premier maxi "Trouve-Moi Un Job" en 1998. Ce titre dont le clip-vidéo est réalisé par Jonathan Mannion (qui fait là ses débuts de réalisateur), apparaîtra sur de nombreuses compilations; notamment 24 Carats et Le Flow; il est une référence en matière de R&B Français.[réf. nécessaire]
Alors que le groupe s'apprête à entrer en studio pour enregistrer leur album, Delabel suspend la préparation de l'album cette décision du label décide les deux cousins à quitter le label. Le groupe étant signé en éditions chez Sony depuis l'époque de La Sauce, ils décident de rejoindre un label du groupe Sony Music. Ils signent un nouveau contrat avec Columbia. 
Après de nombreux compromis pour tenter de satisfaire les exigences de leur nouveau label LS et Shuga produisent un album qui ne les satisfait pas. Ils finissent par convaincre Columbia de leur laisser carte blanche pour produire leur album tel qu'ils l'entendent.
Ils retournent en studio et enregistre ce qui sera leur premier album officiel : Ad Vitam Æternam.
L'album Ad Vitam Æternam sortira en disque vinyle fin 2001 puis en CD quelques mois plus tard. Le premier single extrait de cet album est "Toi + Moi", un titre aux influences UK Garage et 2-Step, genre musical issu de Londres.
L'album connaîtra un succès critique ainsi qu'auprès des amateurs de R&B et fait partie du patrimoine du R&B Français.[réf. nécessaire]
4 ans après cet album, LS, sans pour autant quitter le groupe, et après avoir sorti une mixtape, sort son premier album solo :Différent, un album R&B sorti en 2005. Il sortira deux ans plus tard, son deuxième album solo : "Autre Je", un album plus exotique aux sonorités Zouk. Il prépare actuellement la sortie de son deuxième album de Zouk.
En 2012, ils sortent Envie / Jalousie, un EP de 5 titres. Deux clips-vidéo en seront extraits : Envie/Jalousie (faisant honneur aux pochettes de disques d'albums mythiques du R&B, de la Soul et du Hip-Hop) et Tu N'Es Plus Là.
Envie / Jalousie est la dernière collaboration connue entre LS & Shuga Shug.

## Membres
- LS
- Shuga Shug

## Discographie
- 1998 : Trouve-Moi Un Job
- 2001 : Ad Vitam Aeternam
- 2012 : Envie / Jalousie

## Clips
- 1998 : "Trouve Moi Un Job" réalisé par Jonathan Mannion
- 2001 : "Toi + Moi" featuring Janahé & Manic B
- 2002 : "Toi + Moi" (UK Garage Remix)
- 2002 : "Rester le même" (Gang Du Lyonnais Remix) réalisé par J.G Biggs
- 2011 : "Envie & Jalousie"
- 2012 : "Tu n'es plus là"

## Anecdotes
- Diverses sources mentionnent deux albums à leur actif mais le groupe n'a sorti qu'un album à ce jour.
- Shuga Shug est le frère aîné des jumeaux du groupe 2 Bal.
- LS est également le coproducteur et cocompositeur de l'artiste de world music, Clarisse Albrecht
- En 2010, ils ont lancé une radio web : Afrodiziac Radio